# Scato Gockinga (1624-1683)
Scato Gockinga  (Groningen, 4 december 1624 - aldaar, 19 juni 1683) was een Nederlandse politicus.

## Leven en werk
Gockinga werd in 1624 geboren als zoon van de secretaris van de Hoge Justitiekamer van Groningen mr. Ludolf Henrici Werumeus en van Hille Gockinga. Zij hertrouwde later met de burgemeester Adolf Louwens. De regent Scato Gockinga was zijn grootvader. Hij nam de achternaam Gockinga van zijn moeder aan. Hij studeerde rechten aan de Hogeschool van Groningen en de Universiteit van Utrecht. Na zijn promotie werd hij achtereenvolgens in 1652 gezworene van de stad Groningen, in 1657 secretaris van Groningen en in 1668 raadsheer aldaar. Daarnaast was hij actief op regionaal en landelijk gebied. Hij was gedeputeerde van Stad en Lande. In 1665 was hij lid van de Admiraliteit van Amsterdam en in 1666 lid van de Admiraliteit van Harlingen. Nadat hij in 1669 lid van de Staten-Generaal was geworden werd hij betrokken bij diverse vredesonderhandelingen. Hij werd voorzitter van de Staten-Generaal. In 1672 maakte hij deel uit van de delegatie, met onder anderen prins Willem III en Hiëronymus van Beverningh, die in het geheim onderhandelde met de Engelsen. Hij trof schikkingen na het vertrek van de Fransen uit de stad Utrecht en hij tekende het verbond met de koning van Spanje. Op de penning die werd geslagen ter gelegenheid van het Gronings Ontzet staat, volgens Van Epen, zijn beeltenis. In de jaren 1680, 1682 en 1683 was hij curator van de Hogeschool van Groningen.
Hij trouwde op 4 september 1651 te Groningen met Geesje Wichers, dochter van Wicher Rotgers en Beerta Schonincks. Hun zoon Scato was onder meer drost van Oldambt resp. de beide Oldambten en lid van de Staten-Generaal. Gockinga overleed in juni 1683 op 58-jarige leeftijd in zijn woonplaats Groningen.